# Jaropolk Isjaslawitsch

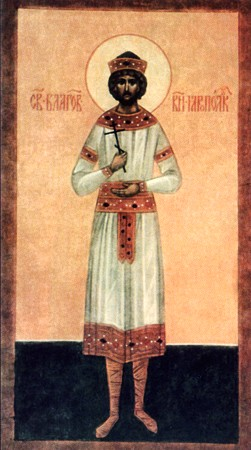
Jaropolk Pjotr Isjaslawitsch

Jaropolk Isjaslawitsch (russisch Ярополк), orthodoxer Taufname Pjotr (Petrus) (* vor 1050; † 22. November 1086 oder 1087) war Fürst von Wyschgorod (1076–1078), Wolhynien (1078–1084) und Turow (1078–1086). Er war der älteste Sohn des Großfürsten Isjaslaw I. von Kiew und der Gertrud von Polen, Tochter von König Mieszko II. Lambert.
Jaropolk wird in der russisch-orthodoxen und der ukrainisch-orthodoxen Kirche als Heiliger verehrt. Sein Gedenktag ist der 5. Dezember.

## Leben
Sein Geburtsjahr ist unbekannt.
Zum Jahr 1071 wurde er erstmals in einer Chronik erwähnt, als er Wseslaw von Polozk bei Golotitschesk schlug.
1073 wurde er und sein Vater von Teilen der Kiewer Bevölkerung sowie seinen Onkeln aus dem Fürstentum Kiew vertrieben. Beide flohen nach Westen, wurden von König Heinrich IV. jedoch abgewiesen. Papst Gregor VII. nahm sie auf, Isjaslaw unterstellte sich ihm, übergab ihm Kiew und erhielt es als apostolisches Lehen zurück. Auch Jaropolk wurde durch den apostolischen Stuhl zum König der Rus gekrönt.

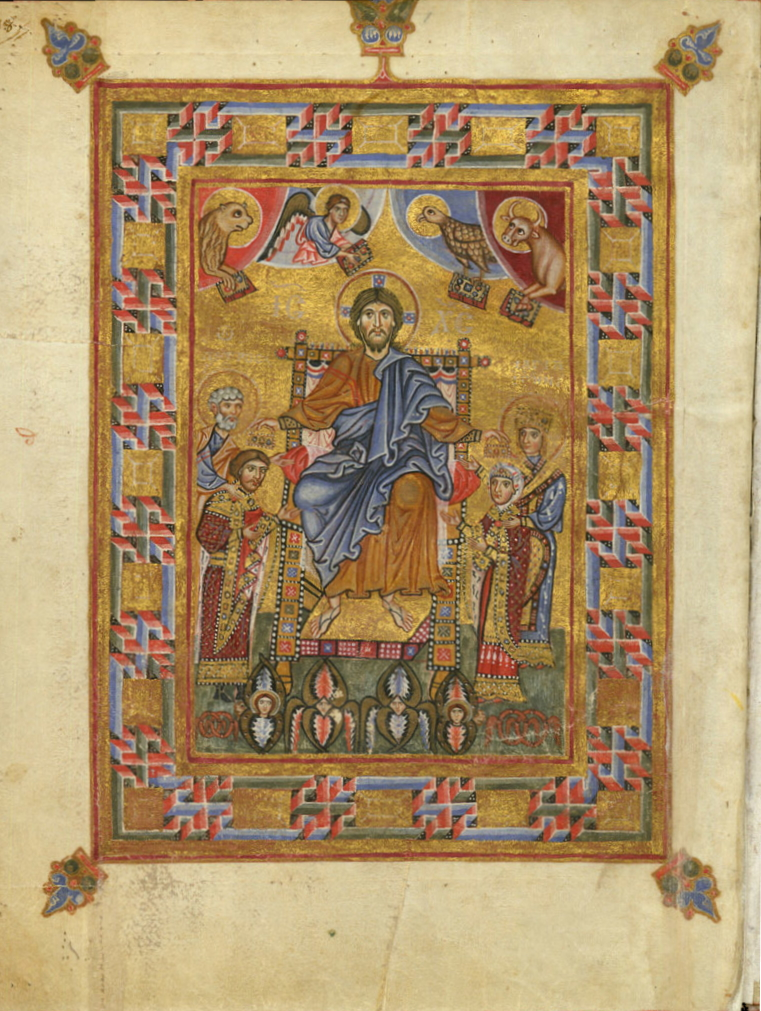
Krönung von Jaropolk und Irina (Kunigunde), Egbert-Psalter

1076 kehrten beide nach Kiew zurück, Jaropolk erhielt das Fürstentum Wyschgorod.

### Fürst von Wolhynien und Turow
Als Jaropolks Vater 1078 fiel, ging der Titel des Großfürsten von Kiew an dessen Bruder Wsewolod I.
Jaropolk bekam die Teilfürstentümer Wolhynien und Turow. In dieser Zeit kam es wiederholt zu Kämpfen mit den Rostislawitschen.
1084 spalteten diese das Fürstentum Peremyschl ab und vertrieben Jaropolk aus Wladimir (Wolhynien).
1086 kehrte er mit Hilfe von Wsewolid dorthin wieder zurück.
Im Winter 1086 oder 1087 wurde er nach einer Rückkehr aus Polen bei Swenigorod von einem eigenen Gefolgsmann ermordet.
Jaropolk ist in Kiew begraben, im Dmitrij-Kloster in der St. Petri-Kirche.

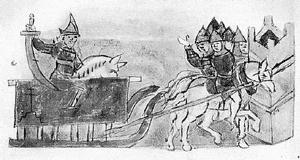
Tod Jaropolks

## Ehe und Nachkommen
Jaropolk Isjaslawitsch war verheiratet mit einer Ehefrau Irina. Ihre Identität ist unbekannt. Möglicherweise war sie Kunigunde von Weimar, † 8. Juni 1140, eine Tochter des Grafen Otto I.; die mit einem russischen Fürsten verheiratet war, dessen Name ebenfalls nicht überliefert ist. Sie könnten zwischen 1073 (Ankunft Jaropolks in Deutschland) und 1075 (Krönung Jaropolks mit Ehefrau) geheiratet haben.
Jaropolk hatte mit seiner Ehefrau (mindestens) fünf Kinder:
- Anastasija Jaropolkowna (* 1074, † 8. Januar 1159), ⚭ Gleb Wseslawitsch, Fürst von Minsk († November 1119, wohl am 19.), ebenfalls aus der Familie der Rurikiden
- Tochter (* wohl 1076), ⚭ nach 1087 Günther von Schwarzburg († 1109)
- Jaroslaw Jaropolkowitsch († 11. August 1103)
- Wjatscheslaw Jaropolkowitsch († 13. Dezember 1104)
- Wasilko Jaropolkowitsch

Nach Jaropolks Tod heiratete Kunigunde in zweiter Ehe den Grafen Kuno von Northeim († 1103), der sich nach dem Besitz seiner Frau auch nach Beichlingen benannte, in dritter Ehe 1110 Wiprecht von Groitzsch († 1124).